# Isole De Long
Le isole De Long  (russo Острова Де-Лонга) sono un gruppo di isole che fanno parte dell'arcipelago delle isole della Nuova Siberia. Sono situate nel mare della Siberia Orientale a nord-est dell'isola di Novaja Sibir'. Sono disabitate.
Amministrativamente fanno parte del Bulunskij ulus del territorio della Repubblica autonoma russa della Sacha-Jacuzia, nel Circondario federale dell'Estremo Oriente, (Siberia orientale).

## Geografia
La superficie totale delle isole è di 228 km², l'altitudine massima che raggiungono è 426 m. Con i suoi 75 km², Bennett è la più grande. Si trovano attorno al 77º parallelo nord e sono parzialmente coperte dal ghiaccio.
Il gruppo di isole è composto da:
- Isola Jeannette (in russo Остров Жаннетты, ostrov Žannetty)
- Isola di Henrietta (Остров Генриетты, ostrov Genrietty)
- Isola di Bennett (Остров Беннетта, ostrov Bennetta)
- Isola di Vil'kickij (Остров Вилькицкого, ostrov Vil'kickogo)
- Isola di Žochov (Остров Жохова, ostrov Žochova)

## Storia
Jeannette, Henrietta, e Bennett sono state scoperte nel 1881 dalla sfortunata spedizione con il vascello USS Jeannette, comandato da George W. DeLong.
L'isola di Vil'kickij e Žohov sono state scoperte da Boris Andreevič Vil'kickij durante la spedizione idrografica della Marina imperiale russa nell'Oceano Artico rispettivamente nel 1913 e nel 1914. Si trovano un po' più a sud (intorno al 76° N), e sono meno ghiacciate.